# MLB All-Star Game 1944
MLB All-Star Game 1944 – 12. Mecz Gwiazd ligi MLB, który rozegrano 11 lipca 1944 roku na stadionie Forbes Field w Pittsburghu. Mecz zakończył się zwycięstwem National League All-Stars 7–1. Spotkanie obejrzało 29 589 widzów.

## Wyjściowe składy
| American League | American League | American League | American League | National League | National League | National League | National League |
| #               | Zawodnik        | Klub            | Pozycja         | #               | Zawodnik        | Klub            | Pozycja         |
| --------------- | --------------- | --------------- | --------------- | --------------- | --------------- | --------------- | --------------- |
| 1               | Thurman Tucker  | White Sox       | CF              | 1               | Augie Galan     | Dodgers         | LF              |
| 2               | Stan Spence     | Senators        | RF              | 2               | Phil Cavarretta | Cubs            | 1B              |
| 3               | George McQuinn  | Browns          | 1B              | 3               | Stan Musial     | Cardinals       | LF              |
| 4               | Vern Stephens   | Browns          | SS              | 4               | Walker Cooper   | Cardinals       | C               |
| 5               | Bob Johnson     | Red Sox         | LF              | 5               | Dixie Walker    | Dodgers         | RF              |
| 6               | Ken Keltner     | Indians         | 3B              | 6               | Bob Elliott     | Pirates         | 3B              |
| 7               | Bobby Doerr     | Red Sox         | 2B              | 7               | Connie Ryan     | Braves          | 2B              |
| 8               | Rollie Hemsley  | Yankees         | C               | 8               | Marty Marion    | Cardinals       | SS              |
| 9               | Hank Borowy     | Yankees         | P               | 9               | Bucky Walters   | Reds            | P               |

| American League                                                     | 0 | 1 | 0 | 0 | 0 | 0 | 0 | 0 | 1 | 1 | 6  | 3 |
| National League                                                     | 0 | 0 | 0 | 0 | 4 | 0 | 2 | 1 | X | 7 | 12 | 1 |
| WP: Ken Raffensberger (1–0) LP: Tex Hughson (0–1) SV: Jim Tobin (1) |   |   |   |   |   |   |   |   |   |   |    |   |

## Składy
| Miotacze - Nate Andrews (1) - Al Javery (1) - Red Munger (1) - Max Lanier (2) - Ken Raffensberger (1) - Rip Sewell (2) - Jim Tobin (1) - Bill Voiselle (1) - Bucky Walters (6) Łapacze - Walker Cooper (3) - Ray Mueller (1) - Mickey Owen (4) |  | Wewnątrzpolowi - Phil Cavarretta (1) - Bob Elliott (3) - Don Johnson (1) - Connie Ryan (1) - Whitey Kurowski (2) - Frankie Zak (1) - Frank McCormick (7) - Eddie Miller (5) Zapolowi - Vince DiMaggio (2) - Joe Medwick (10) - Stan Musial (2) - Bill Nicholson (4) - Mel Ott (11) - Dixie Walker (2) |  | Menadżer - Billy Southworth Trenerzy - Freddie Fitzsimmons - John Wagner |

| Miotacze - Hank Borowy (1) - Orval Grove (1) - Bob Muncrief (1) - Tex Hughson (3) - Dizzy Trout (1) - Dutch Leonard (3) - Hal Newhouser (3) - Bobo Newsom (4) Łapacze - Rick Ferrell (7) - Frankie Hayes (4) - Rollie Hemsley (5) |  | Wewnątrzpolowi - Lou Boudreau (5) - Bobby Doerr (4) - Pinky Higgins (3) - Ken Keltner (5) - George McQuinn (4) - Vern Stephens (2) - Rudy York (5) Zapolowi - George Case (2) - Jeff Heath (2) - Charlie Keller (3) - Chet Laabs (1) - Johnny Lindell (1) - Dick Wakefield (2) |  | Menadżer - Joe McCarthy Trenerzy - Frankie Frisch - Art Fletcher |

- W nawiasie podano liczbę występów w All-Star Game.